# Tapinoma arnoldi
Tapinoma arnoldi är en myrart som beskrevs av Auguste-Henri Forel 1913. Tapinoma arnoldi ingår i släktet Tapinoma och familjen myror.

## Underarter
Arten delas in i följande underarter:
- T. a. arnoldi
- T. a. tectum